# 市古貞次
市古 貞次（いちこ ていじ、1911年5月5日 - 2004年3月25日）は、日本の文学者（中世日本文学）。学位は、文学博士（東京大学・論文博士・1954年）（学位論文「中世小説の研究」）。元日本学士院院長。1973年紫綬褒章受章、1984年文化功労者。日本文学研究者として初めて文化勲章を受章。

## 人物
出生から修学期
1911年、山梨県甲府市で生まれた。旧制巣鴨中学校（現巣鴨中学校・高等学校）、第一高等学校文科甲類を経て、東京帝国大学文学部国文学科に進学。1934年に卒業した。
国文学者として
1936年、東京帝国大学文学部副手に採用された。1939年、第一高等学校講師を命じられ、1940年に同教授昇格。1950年、東京大学教養学部助教授に就いた。1954年、学位論文『中世小説の研究』を東京大学に提出して文学博士の学位を取得。1954年、東京大学文学部助教授となり、1957年に東京大学文学部教授昇格。文部省国文学研究資料館の設立に尽力し、1972年、東京大学定年退官とともに国文学研究資料館初代館長に就任。また、全国大学国語国文学会代表理事を務めるなど、国文学研究の振興にも努めた。
1976年、日本学士院会員に選出された。2000年、同院長に就任したが、健康上の問題で翌2001年に辞職。2004年に死去。

### 委員・役員ほか
- 全国大学国語国文学会代表理事
- 日本古典文学会理事長

## 受賞・栄典
- 1973年：紫綬褒章を受章。
- 1984年：文化功労者
- 1990年：文化勲章を受章。主として『国書総目録』編纂の功績により、日本文学研究者として初めての受賞者。

## 研究内容・業績
専門は国文学で、中世文学。文学作品の研究に加えて『日本文学全史』(全6巻)の監修・執筆に当たるなど全集化によって作品が一般の手に触れる機会を作った。また、『日本文学大年表』の編纂、『国書総目録』の編纂では総指揮をとった。

## 家族・親族
- 夫人：関泰祐と関みさをの娘。
- 弟：市古宙三は中国近代史を専門とする東洋史学者。お茶の水女子大学学長。
- 息子：市古夏生は国文学者。お茶の水女子大学名誉教授。

## 著作
著書
- 『未刊中世小説解題』楽浪書院 1942
- 『中世小説』(日本文学教養講座) 至文堂 1952
- 『中世小説の研究』東京大学出版会 1955
- 『総合国語辞典』麻生磯次,松田武夫共編 山田書院, 1958
- 『義経記・曽我物語』さ・え・ら書房(私たちの日本古典文学) 1959
- 『日本文学史概説』秀英出版 1959
- 『評解平家物語』山田書院 1961
- 『中世の文学』至文堂 1966
- 『中世小説とその周辺』東京大学出版会 1981
- 『中世文学点描』桜楓社 1985
- 『日本の文学 古典編21 堤中納言物語』小田切進共編 ほるぷ出版 1986
- 『日本の文学 古典編40 芭蕉集』小田切進共編 ほるぷ出版 1987
- 『中世文学年表』東京大学出版会 1998